# Høruphav
Høruphav är en tätort i Sønderborgs kommun i Region Syddanmark i Danmark. Tätorten har 2 723 invånare (2024). Den ligger på ön Als, cirka 7 kilometer öster om Sønderborg. Høruphav var centralort i Sydals kommun fram till kommunreformen 2007.